# Бомбардування Кенігсберга
Бомбардування Кенігсберга — бомбардування Кенігсберга, проведені в ході Другої світової війни авіацією союзників.

## СРСР
Перше бомбардування Кенігсберга було проведено радянськими Військово-повітряними силами у 1941 році. У відповідь на німецьке бомбардування Москви, Сталін наказав здійснити бомбардування Кенігсберга, і 1 вересня воно було успішно проведено. У нальоті брало участь одинадцять бомбардувальників Пе-8, що піднялися в повітря з аеродрому під Ленінградом, жоден бомбардувальник не був збитий.
У квітні 1943 року Кенігсберг зазнав ударів з повітря 5 разів. У ніч на 29 квітня 1943 року на Кенігсберг було скинуто 5-тонну бомбу ФАБ-5000, що стало її першим бойовим застосуванням. Бомбу ніс важкий бомбардувальник далекої дії Пе-8, який входив до складу Авіації далекої дії СРСР. Командиром екіпажу був А. А. Перегудов , Штурманом П. Г. Томкевич. Метою були берегові укріплення Кенігсберга. За даними радянської повітряної розвідки, бомба завдала великих руйнувань в районі судноплавного каналу, суднобудівної верфі і пошкодила німецький військовий корабель, що стояв біля причалу.
Масовані бомбардування міста радянською авіацією передували в 1945 році штурму Кенігсберга під час Східно-Прусської операції 6 — 9 квітня.

## Велика Британія
У 1944 році Кенігсберг інтенсивно бомбардувався Британськими Королівськими військово-повітряними силами. Після цього місто горіло протягом кількох днів. Перше бомбардування було проведено в ніч на 27 серпня 1944 5-ю групою ВПС Великобританії у складі 174-х бомбардувальників Ланкастер. Аеродроми, з яких злетіли бомбардувальники, знаходилися на відстані півтори тисячі кілометрів від об'єкта. Перший наліт не був особливо успішним, більшість бомб упала на східний бік міста. Було збито чотири літаки. Через три дні, в ніч на 30 серпня 1944 року, у повітря піднялися 189 Ланкастерів 5-ї групи ВПС. Вони скинули 480 тонн бомби на центр міста. Німецькі винищувачі збили 15 бомбардувальників. Застосовано напалмові бомби.
За оцінками, британськими бомбардуваннями зруйновано 20% промислових об'єктів та 41% всіх будинків Кенігсберга. Райони старого міста Альтштадт, Лебеніхт і Кнайпгоф, які не мали військових об'єктів, крім численних там мостів, були дуже зруйновані. Сильно пошкоджено кафедральний собор XIV століття та королівський замок. Дуже серйозні збитки були завдані будівлі Старої та Нової Альбертини. Постраждав університет і під час штурму Кенігсберга: поряд спорудили бункер коменданта Отто фон Ляша, який посилено обстрілювали артилерією. З 370 000 жителей Кенігсберга до війни, загинуло 4200 жителів, 200 тисяч залишилися без даху над головою.
Руйнування міста продовжилися при його штурмі у квітні 1945 року. Після війни більшість уцілілих будівель було розібрано на відновлення зруйнованих німцями міст у СРСР. Вціліли окремі будівлі та малоповерхова забудова на околицях міста. Пізніше місто було відбудовано.